# فریتس فون اوده

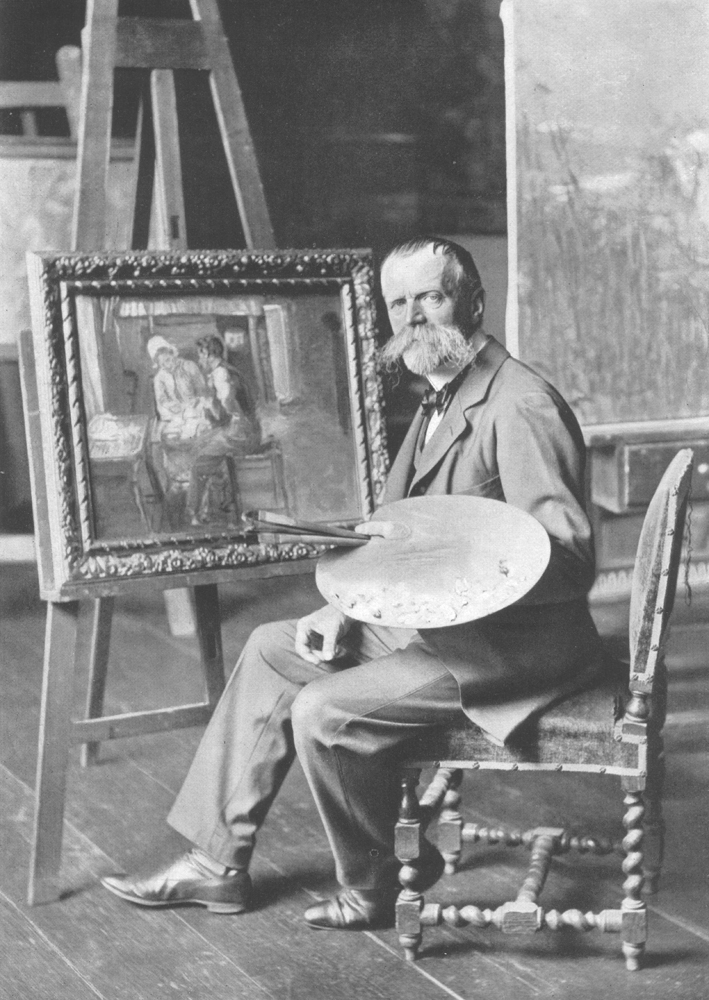
اوده در سال ۱۹۰۲

فریتس فون اوده (آلمانی: Fritz von Uhde) نقاش ژانر و هنر مسیحی آلمانی بود.سبک وی میان رئالیسم و امپرسیونیسم بود.وی از اولین کسانی بود که نقاشی فضای باز را در آلمان معرفی کرد.

## نگارخانه

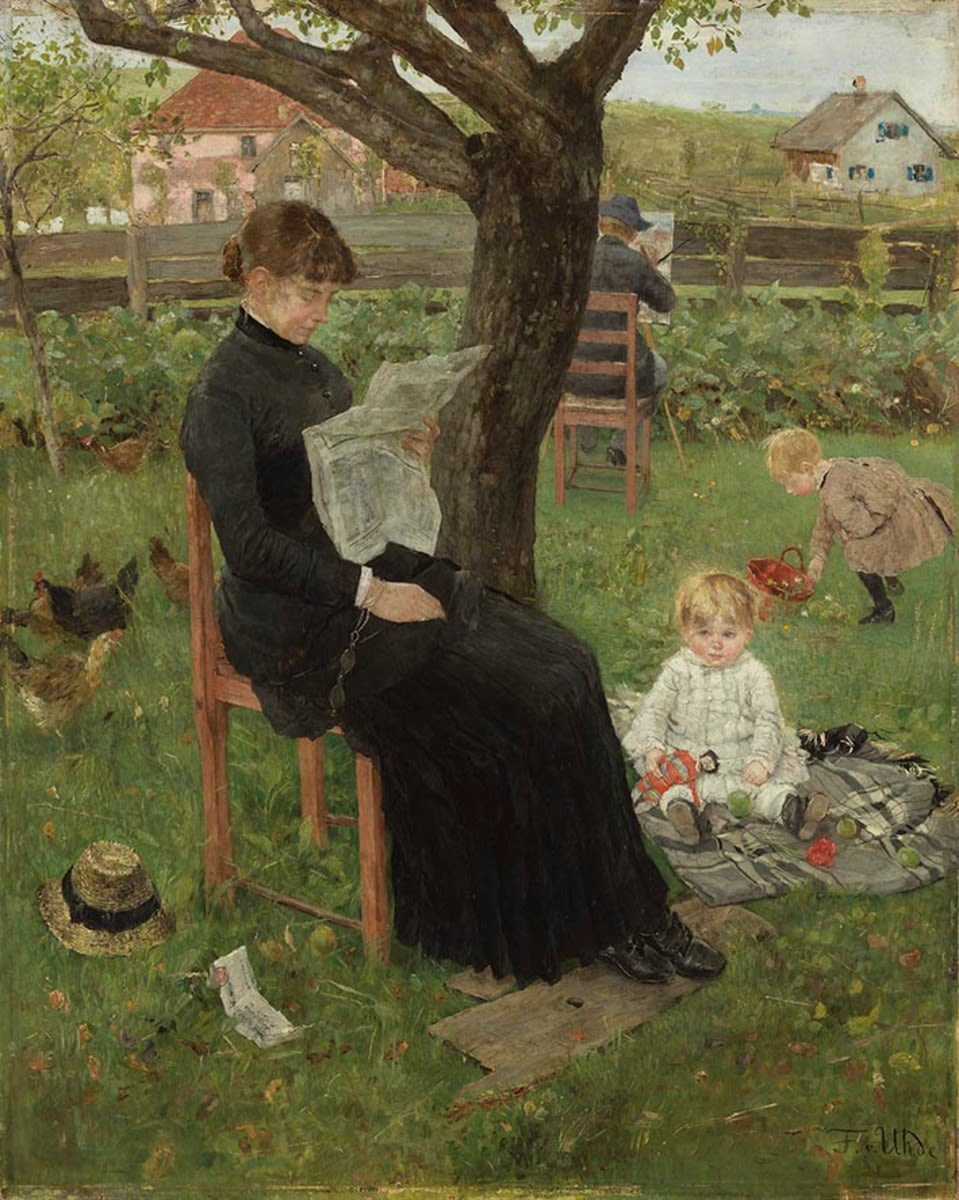
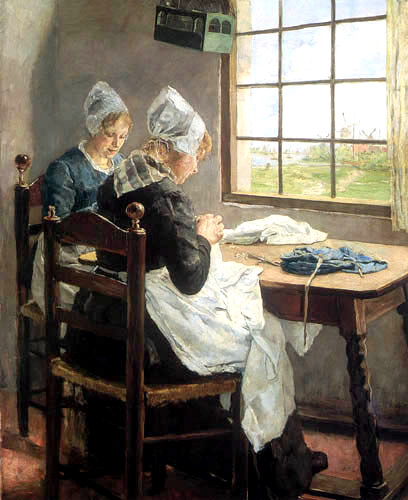
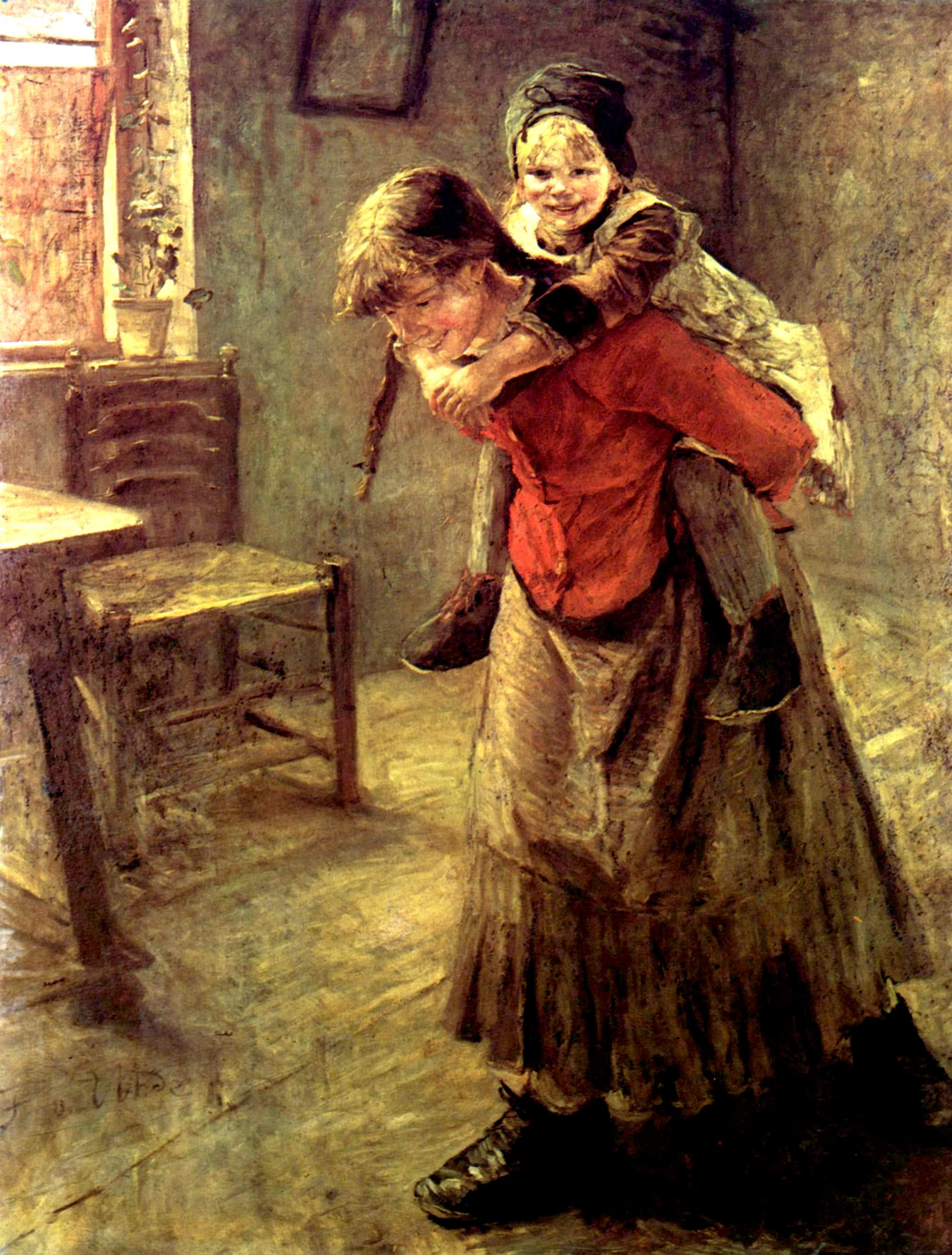
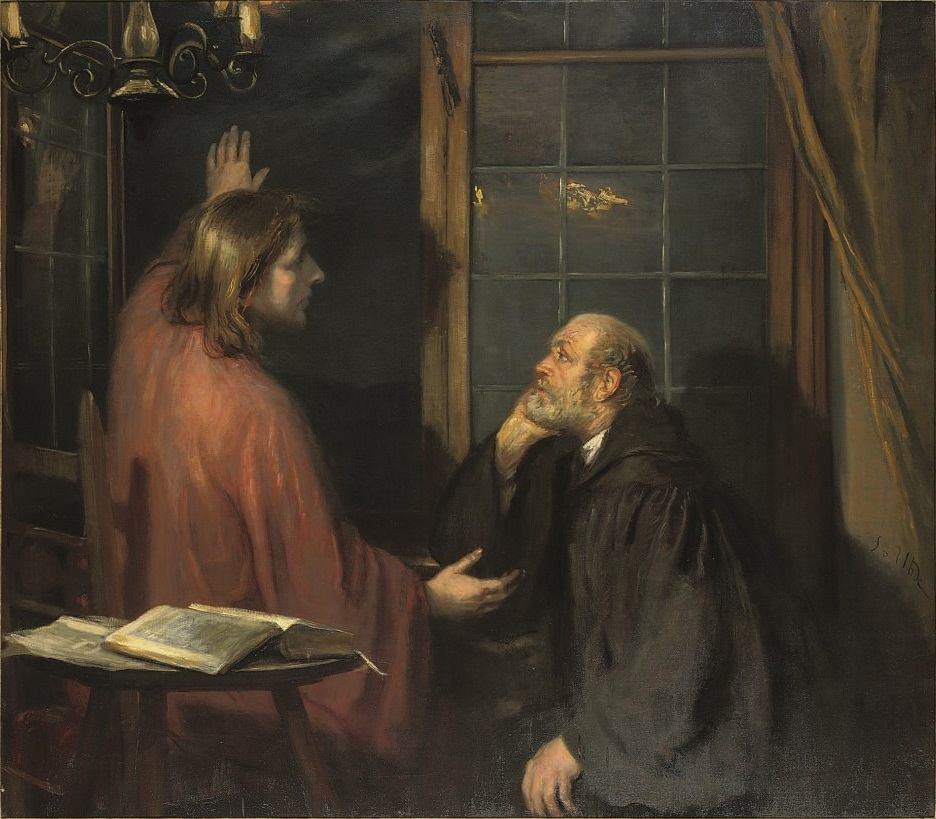
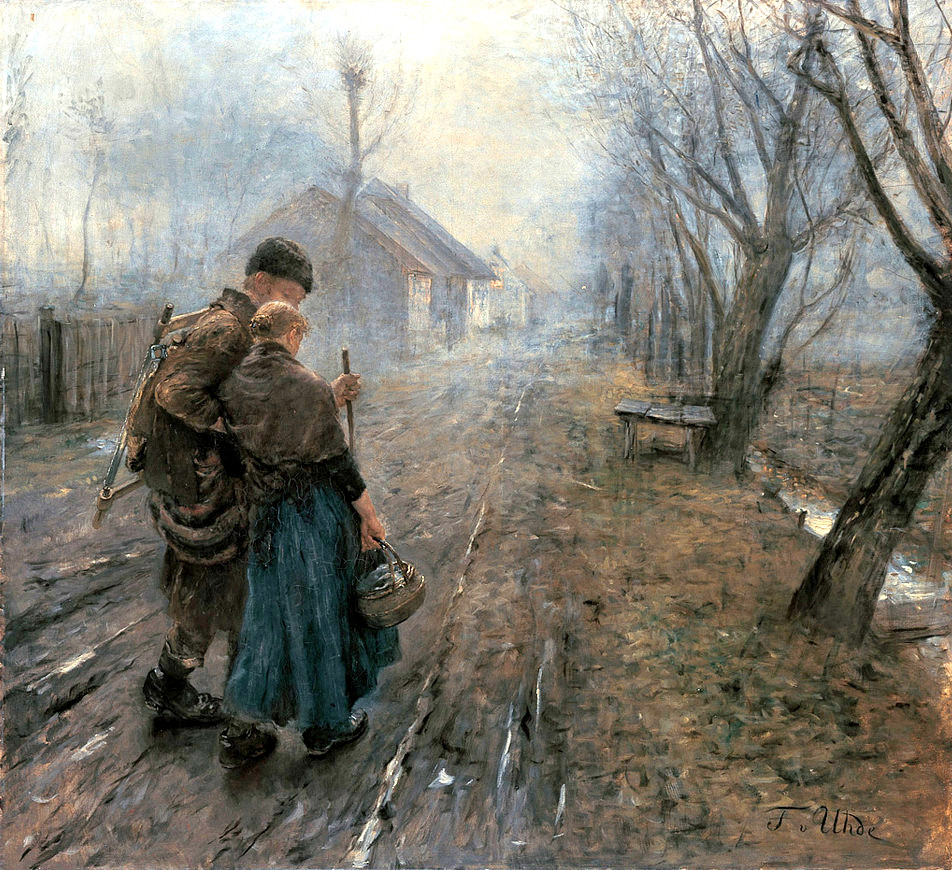
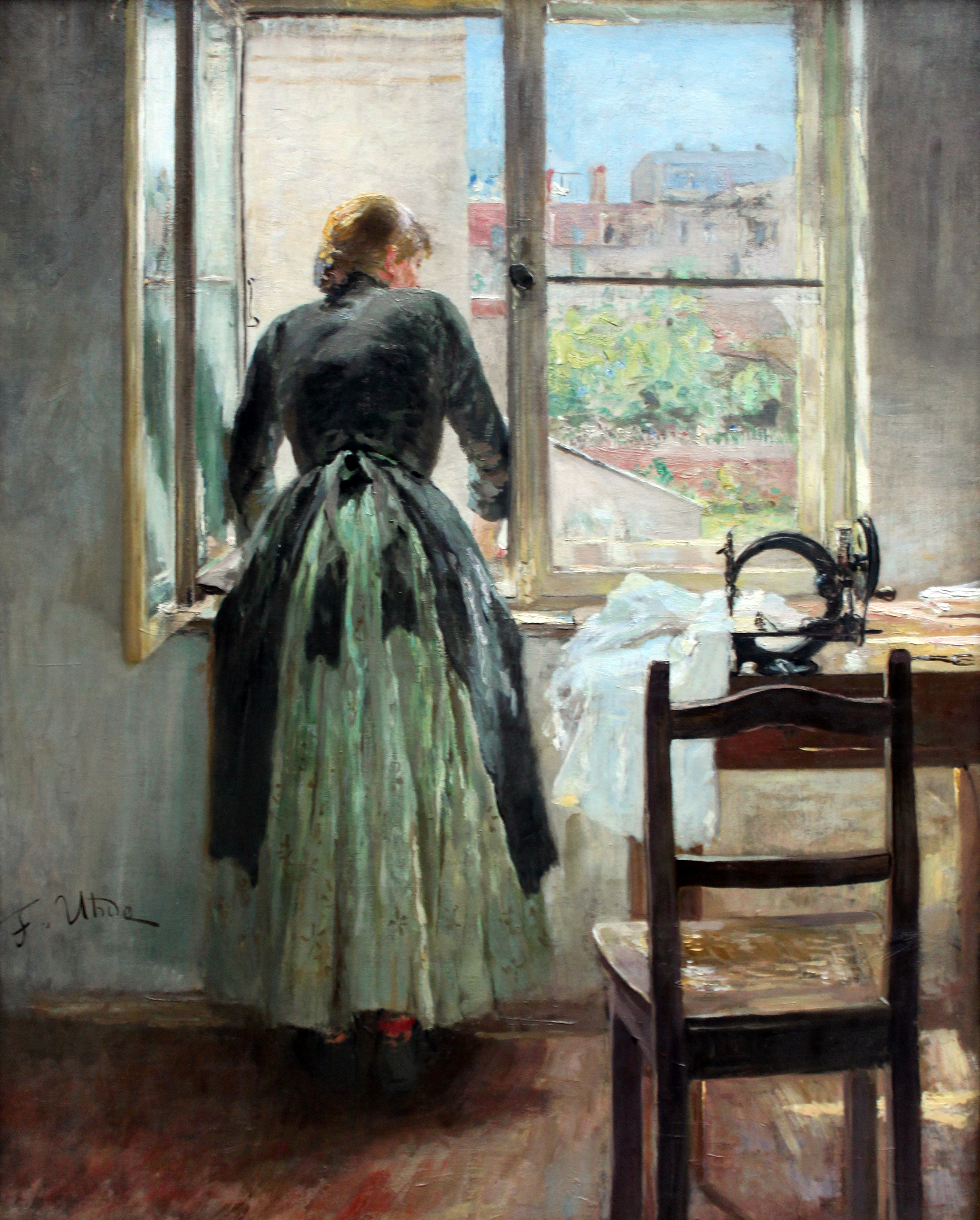
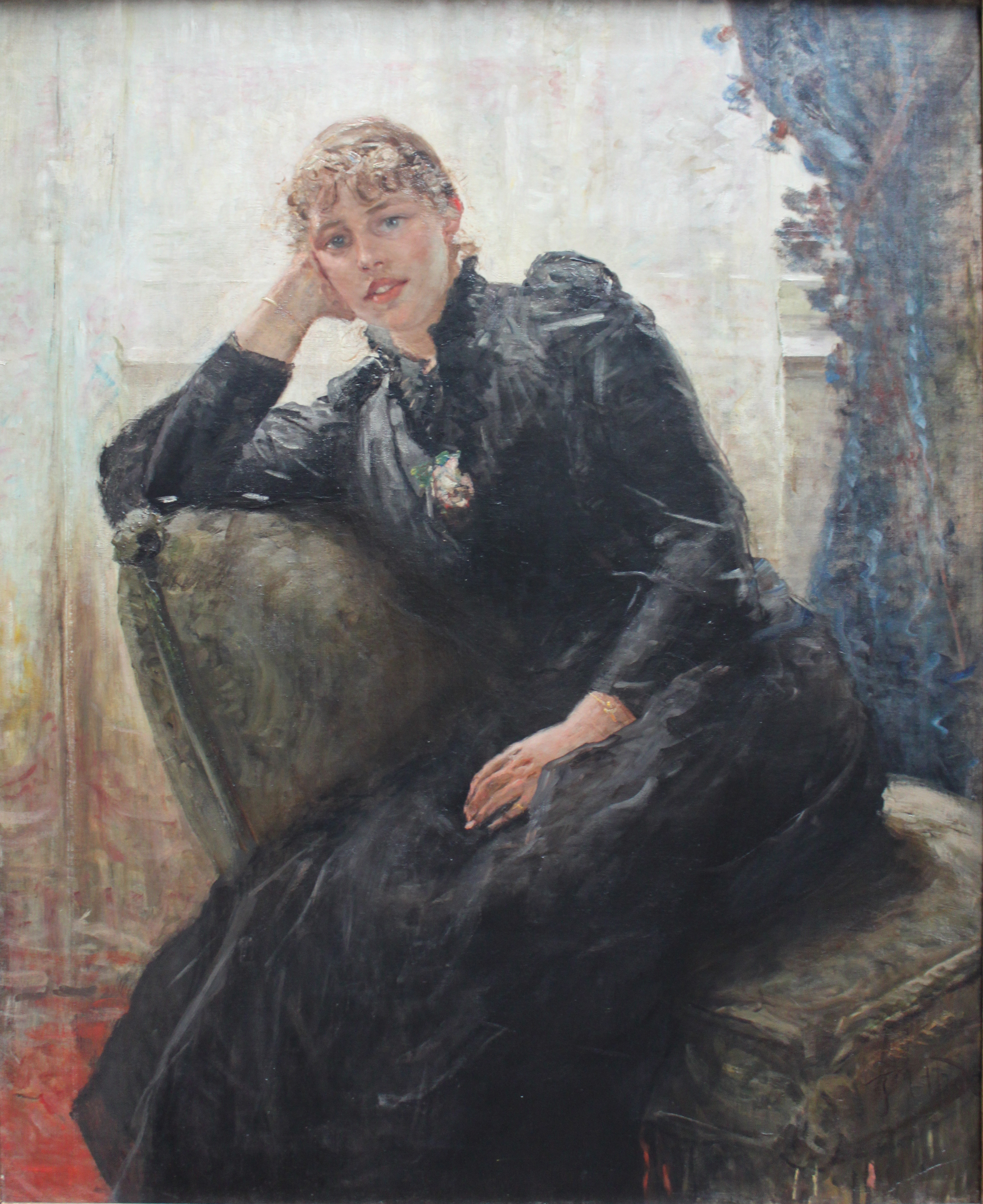
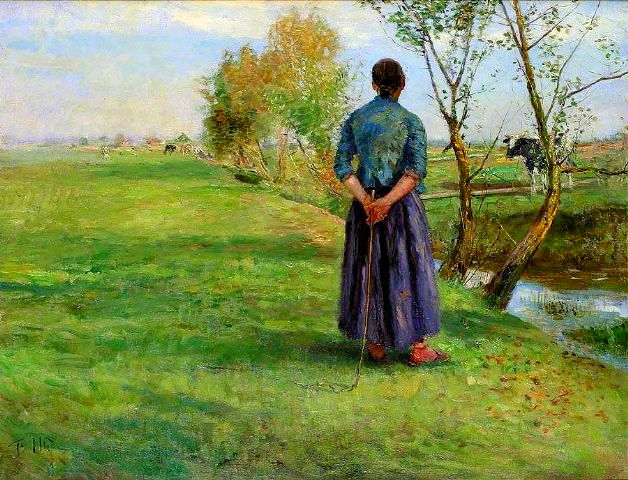
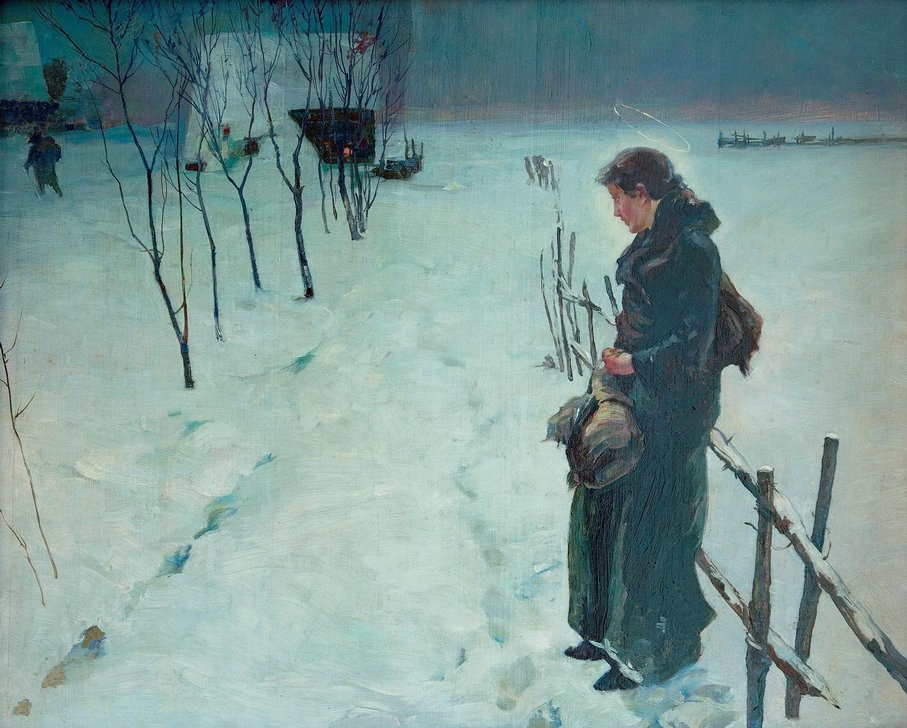
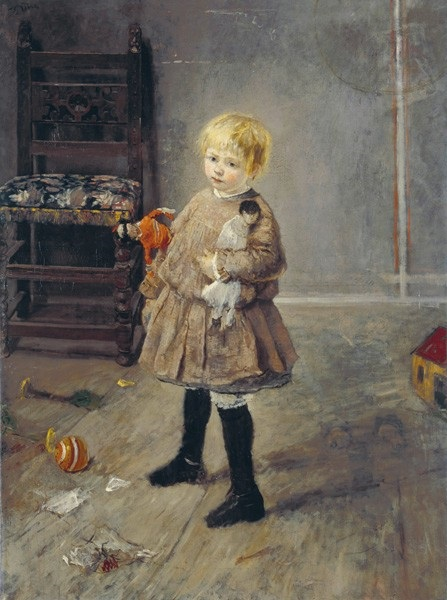
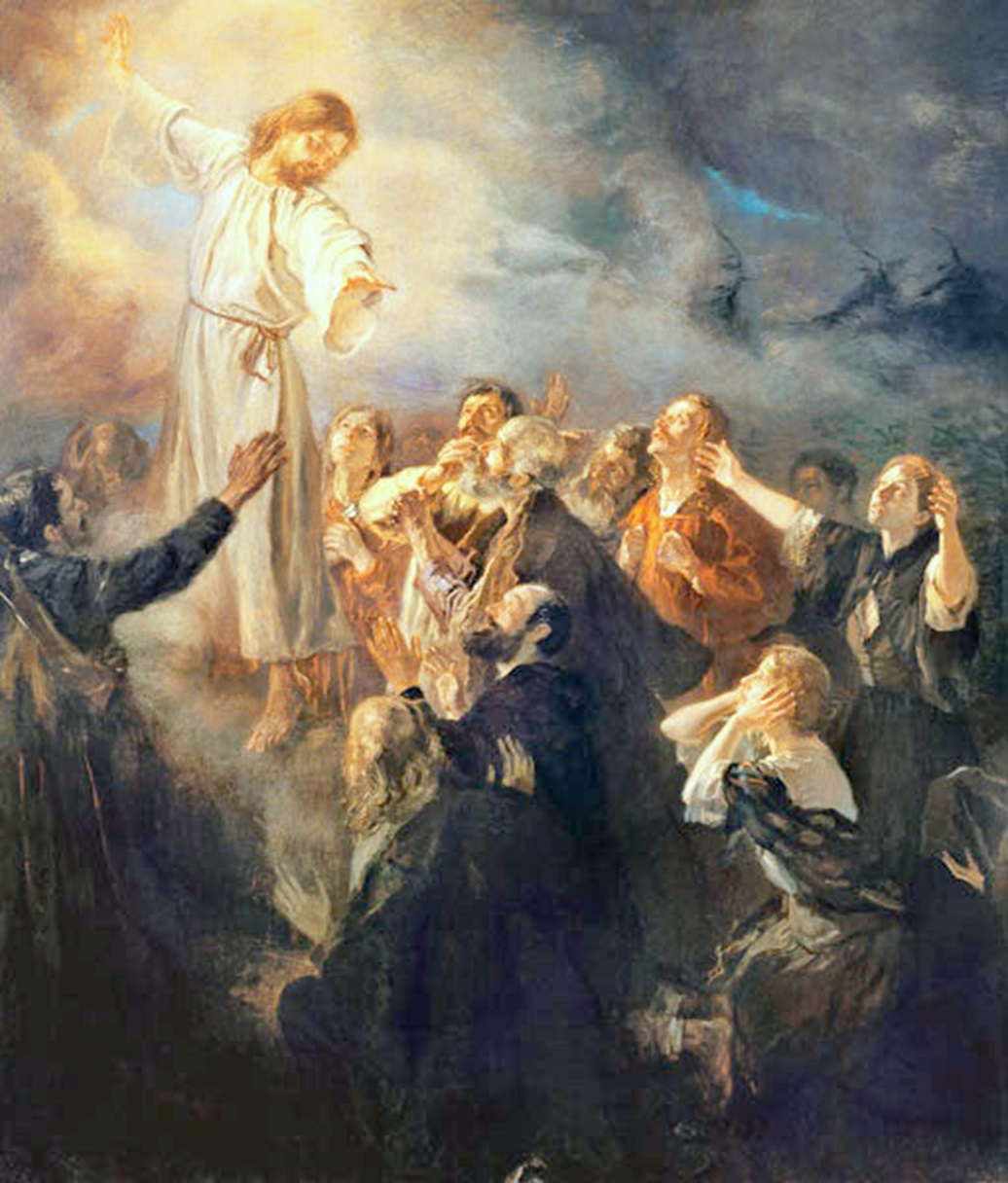
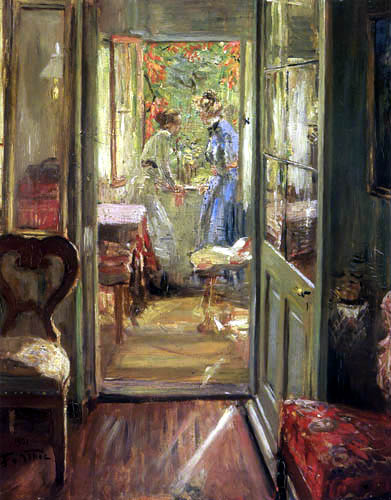
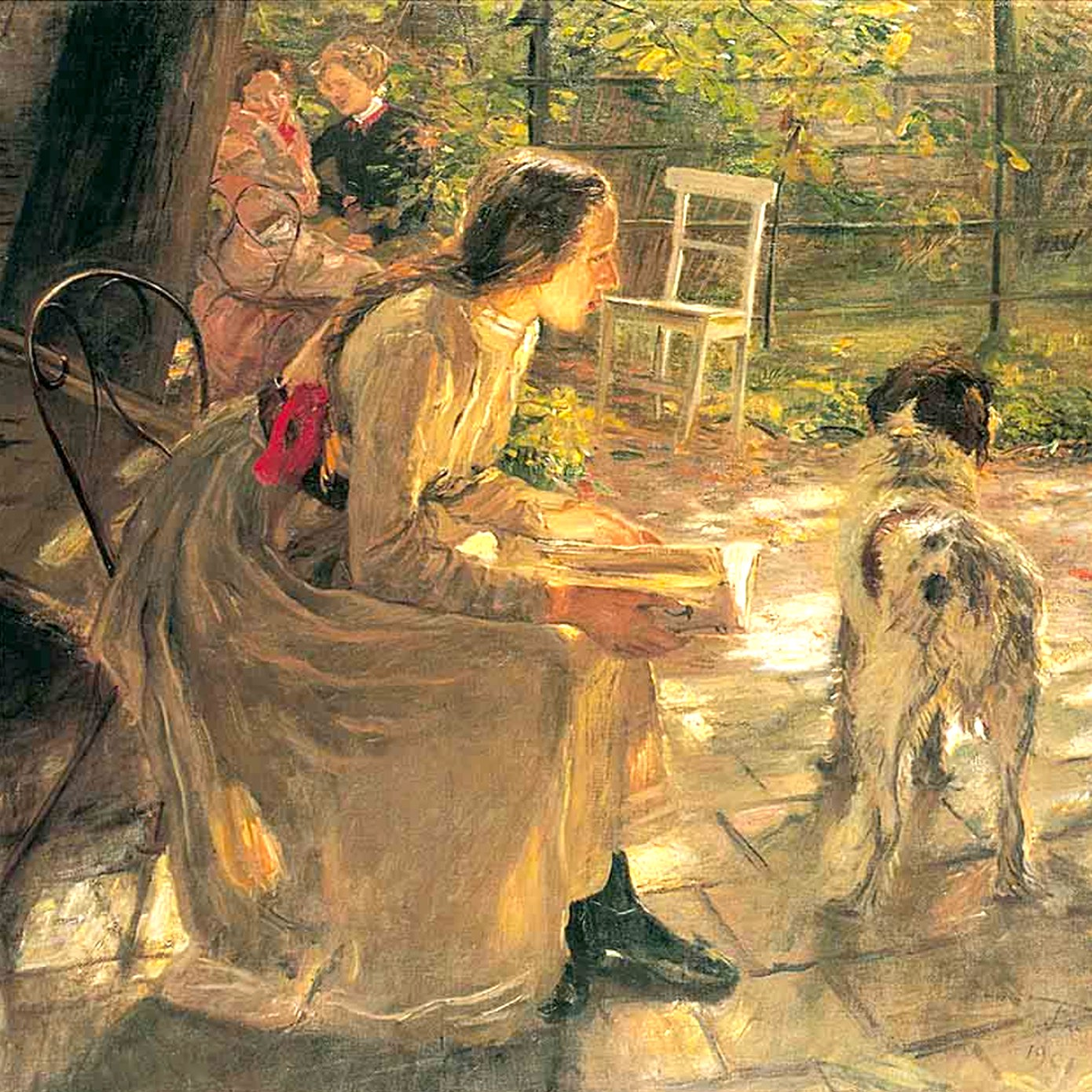
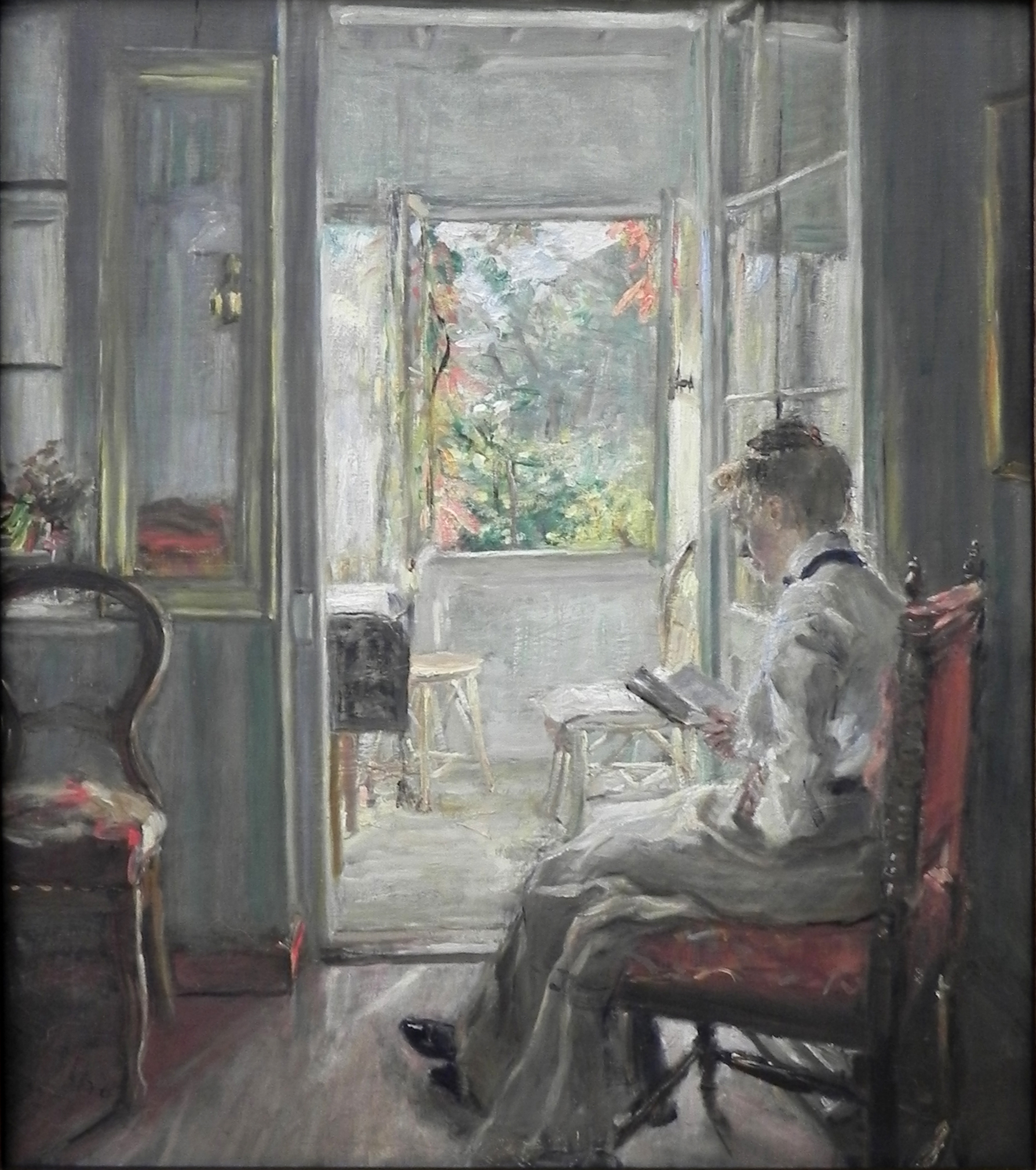
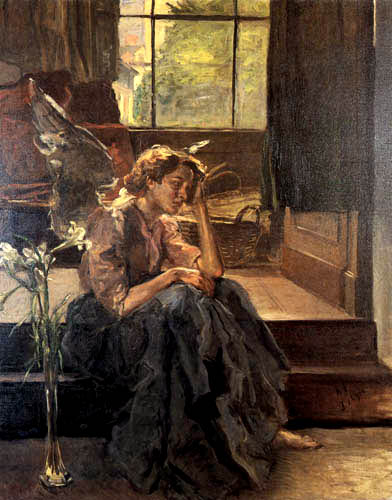
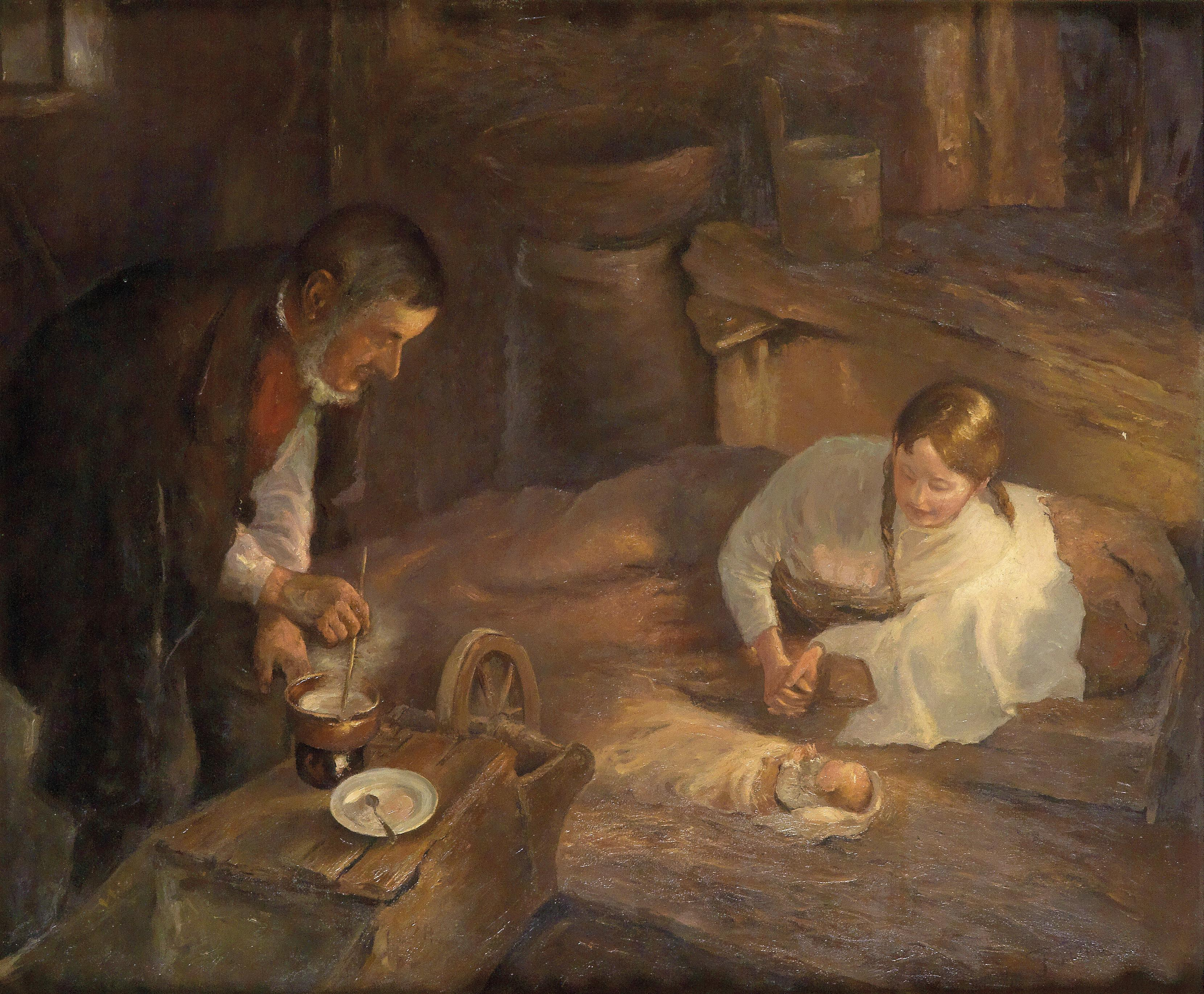